# Khazri
Le khazri (en azéri : Xəzri) est le nom du vent froid de la mer Caspienne du nord qui souffle sur la péninsule d'Abşeron tout au long de l'année, en particulier à Bakou. Le khazri est un vent côtier fort et l'un des vents dominants de la région. La vitesse du khazri atteint parfois 40 m/s (140 km/h, 78 nœuds) . Cela nuit à certains secteurs économiques. Cependant, le vent fournit des températures fraîches pendant l'été. Le khazri s'oppose au gilavar, le vent chaud du sud, généralement ressenti tout au long de l'été.